# NGC 2216
NGC 2216 је спирална галаксија у сазвежђу Велики пас која се налази на NGC листи објеката дубоког неба.
Деклинација објекта је - 22° 5' 14" а ректасцензија 6h 21m 30,7s. Привидна величина (магнитуда) објекта NGC 2216 износи 12,9 а фотографска магнитуда 13,7. NGC 2216 је још познат и под ознакама ESO 556-17, MCG -4-15-27, IRAS 06194-2203, PGC 18877.